# Królewo (Mazovie)
Pour les articles homonymes, voir Królewo.
Królewo (prononciation : [kruˈlɛvɔ]) est un village polonais de la gmina de Joniec dans le powiat de Płońsk de la voïvodie de Mazovie dans le centre-est de la Pologne.
Il se situe à environ 4 kilomètres au nord de Joniec (siège de la gmina), 13 kilomètres à l'est de Płońsk (siège du powiat) et à 55 kilomètres au nord-ouest de Varsovie (capitale de la Pologne).

## Histoire
De 1975 à 1998, le village appartenait administrativement à la voïvodie de Ciechanów.